# Colmeosa
Colmeosa é uma aldeia no município de Santa Comba Dão, no distrito de Viseu, Portugal. Colmeosa deve o seu nome aos penedos de forma redonda que fazem lembrar uma colmeia tradicional.

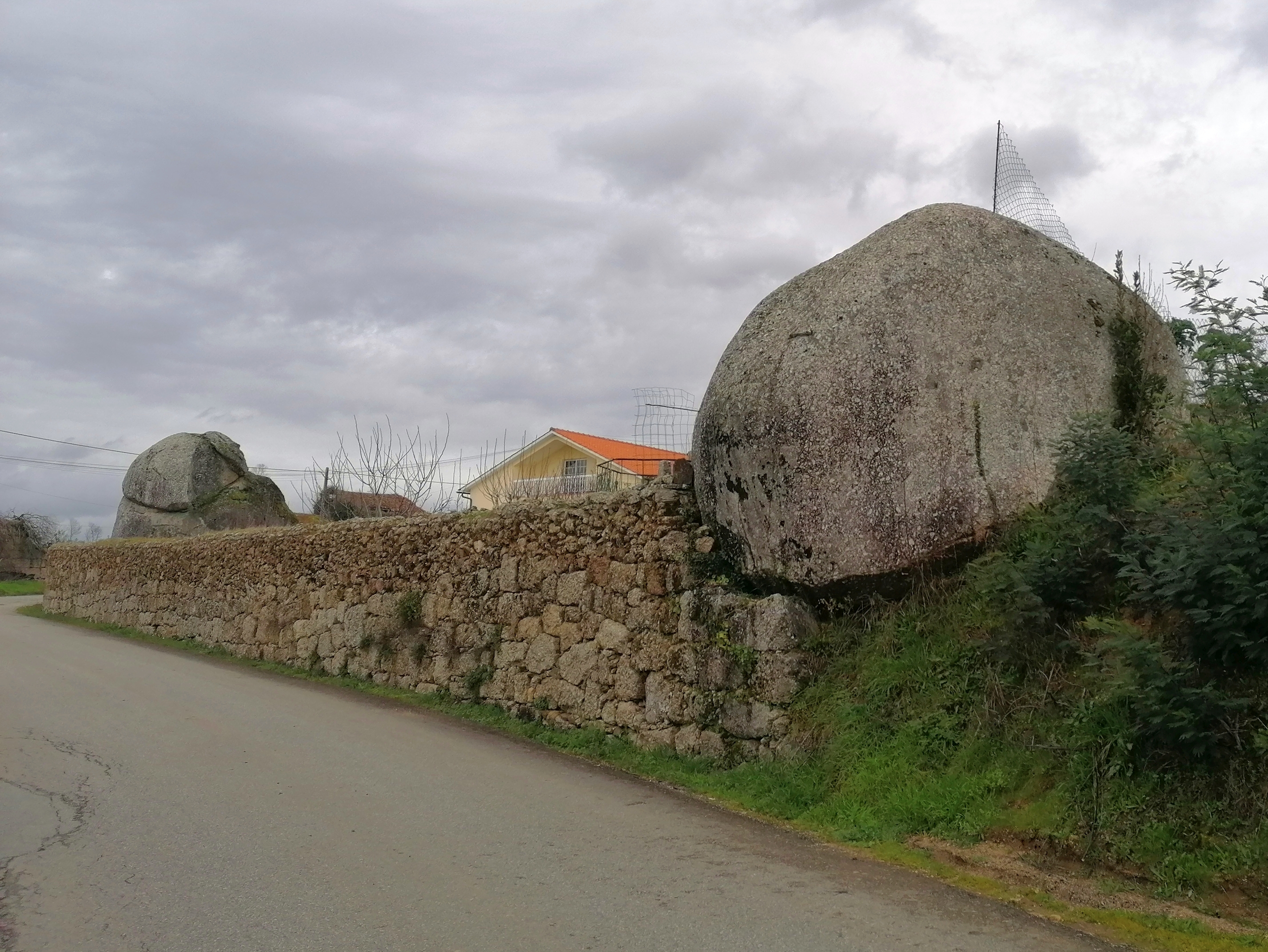
Penedos semelhantes à colméias

A aldeia de Colmeosa faz parte da freguesia União das Freguesias de Santa Comba Dão e Couto do Mosteiro. Ao norte de Colmeosa fica a aldeia de Portela, a leste situa-se a aldeia vizinha de Couto do Mosteiro. Ao sul, Colmeosa faz divisa com a aldeia de Fontainhas e a oeste, com o rio Criz.

## Demografia
Na época do rei D. João III , apelidado de piedoso,  foram registradas 9 famílias em Colmeosa em 1527. No século XX, os habitantes foram contados durante os censos:
| Ano (censo) | Famílias | Residentes |
| ----------- | -------- | ---------- |
| 1911        | 24       | 83         |
| 1940        | 37.      | 76         |
| 1960        | 29       | 100        |
| 1970        | 24       | 45         |
| 1991        | 16       | 23         |
| 2001        |          | 43         |
| 2011        |          | 26         |

## História
Uma das vias romanas, de Coimbra a Santa Comba Dão, deve ter passado por Colmeosa. 

## Pessoas famosas
António Tavares Festas (Gândara de Mortágua, 9 de julho de 1860 - Lapa, 5 de maio de 1920) foi um político liberal progressista durante a Primeira República. Grande proprietário de terras na Quinta da Colmeosa, com moradia no Solar dos Festas. 

## Património
- Capela Nossa Senhora da Conceição
- Solar dos Festas

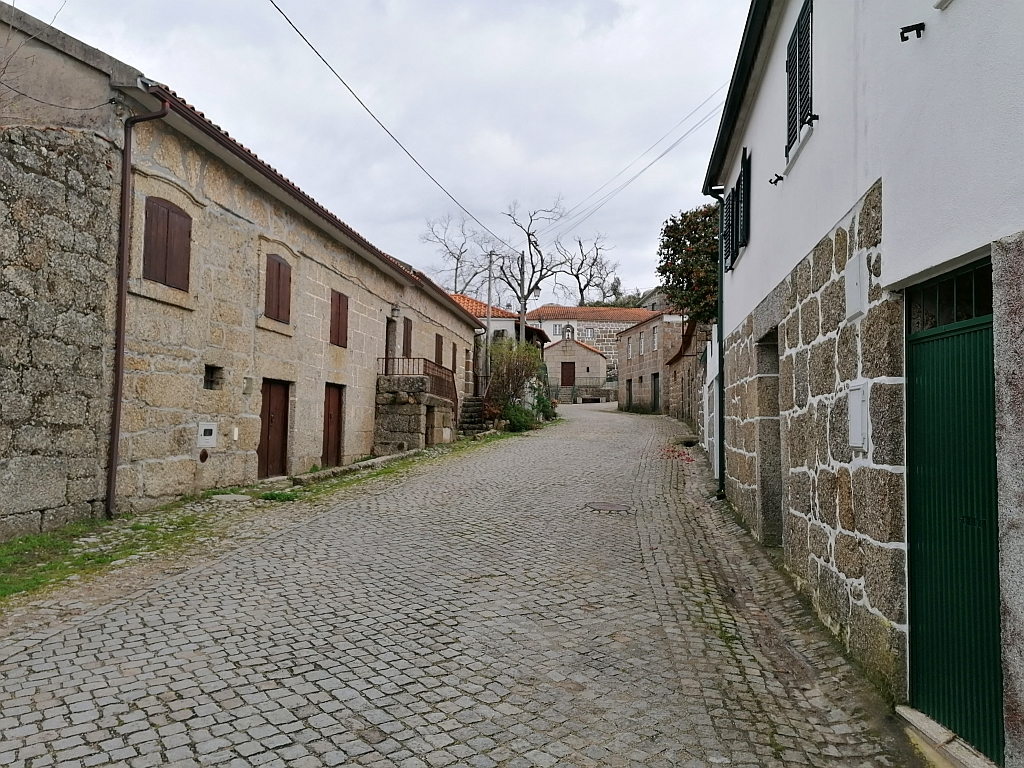
Rua principal de Colmeosa
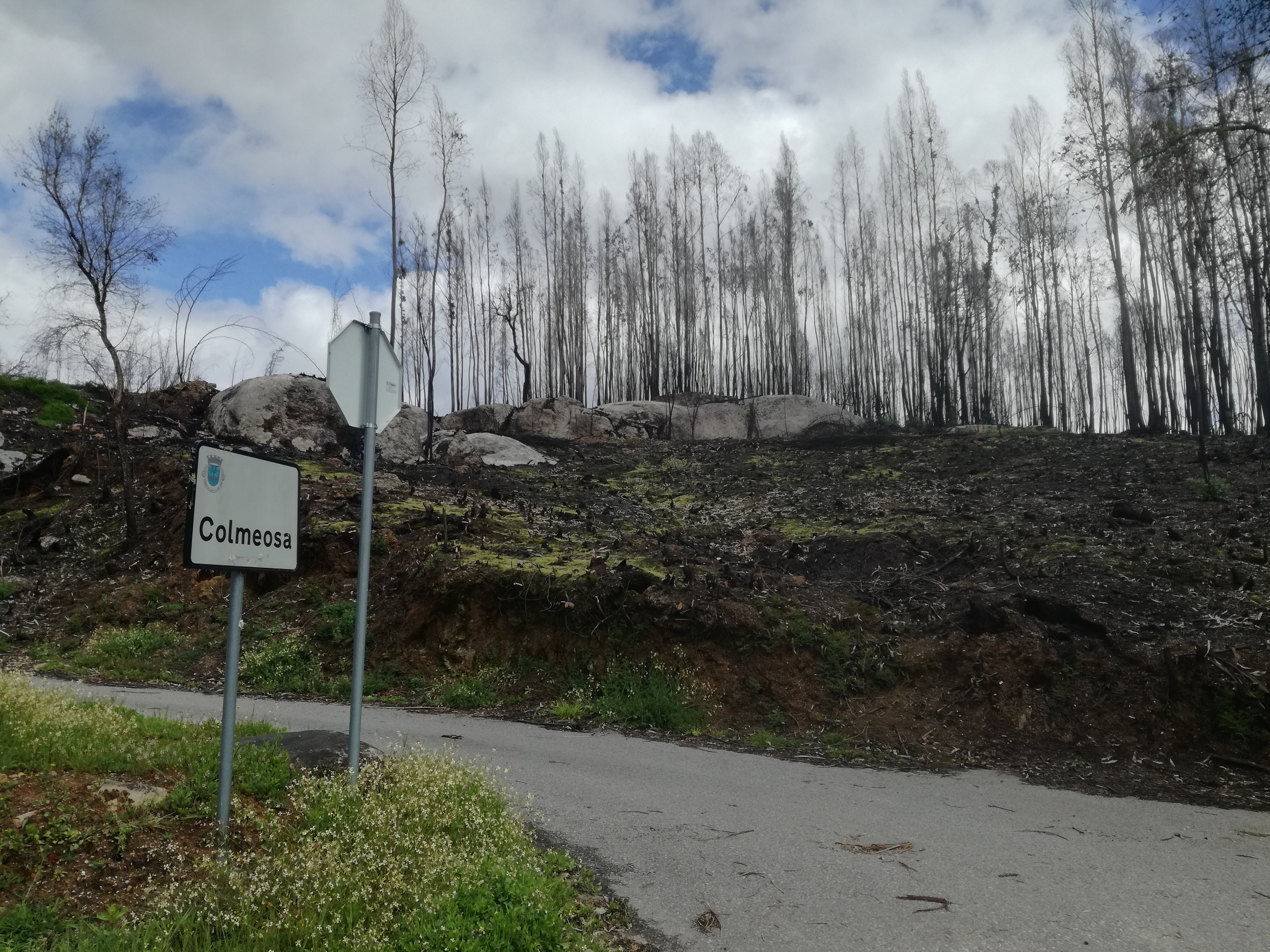
Acesso à aldeia após o incêndio devastador em outubro de 2017
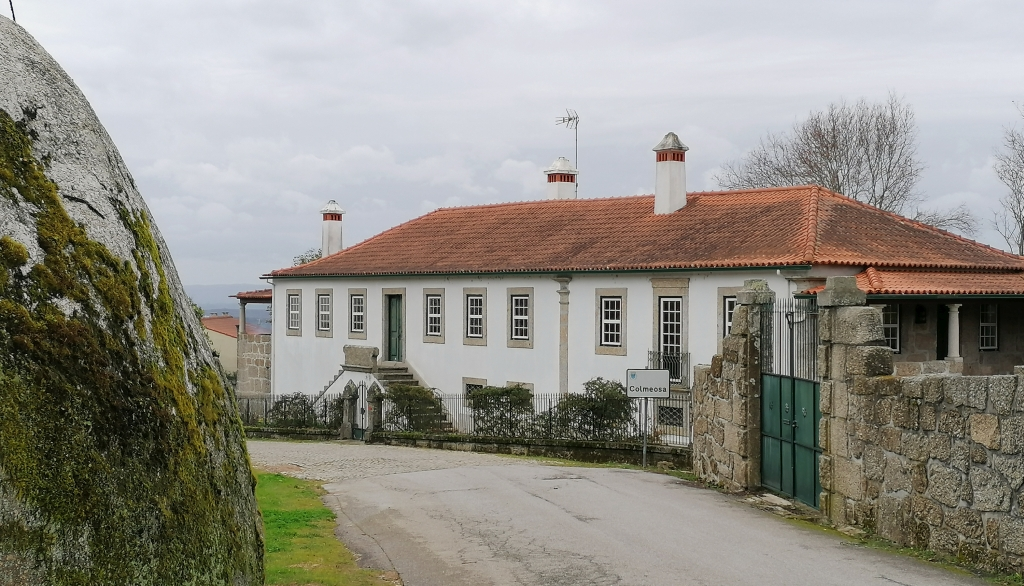
Casarão em Colmeosa
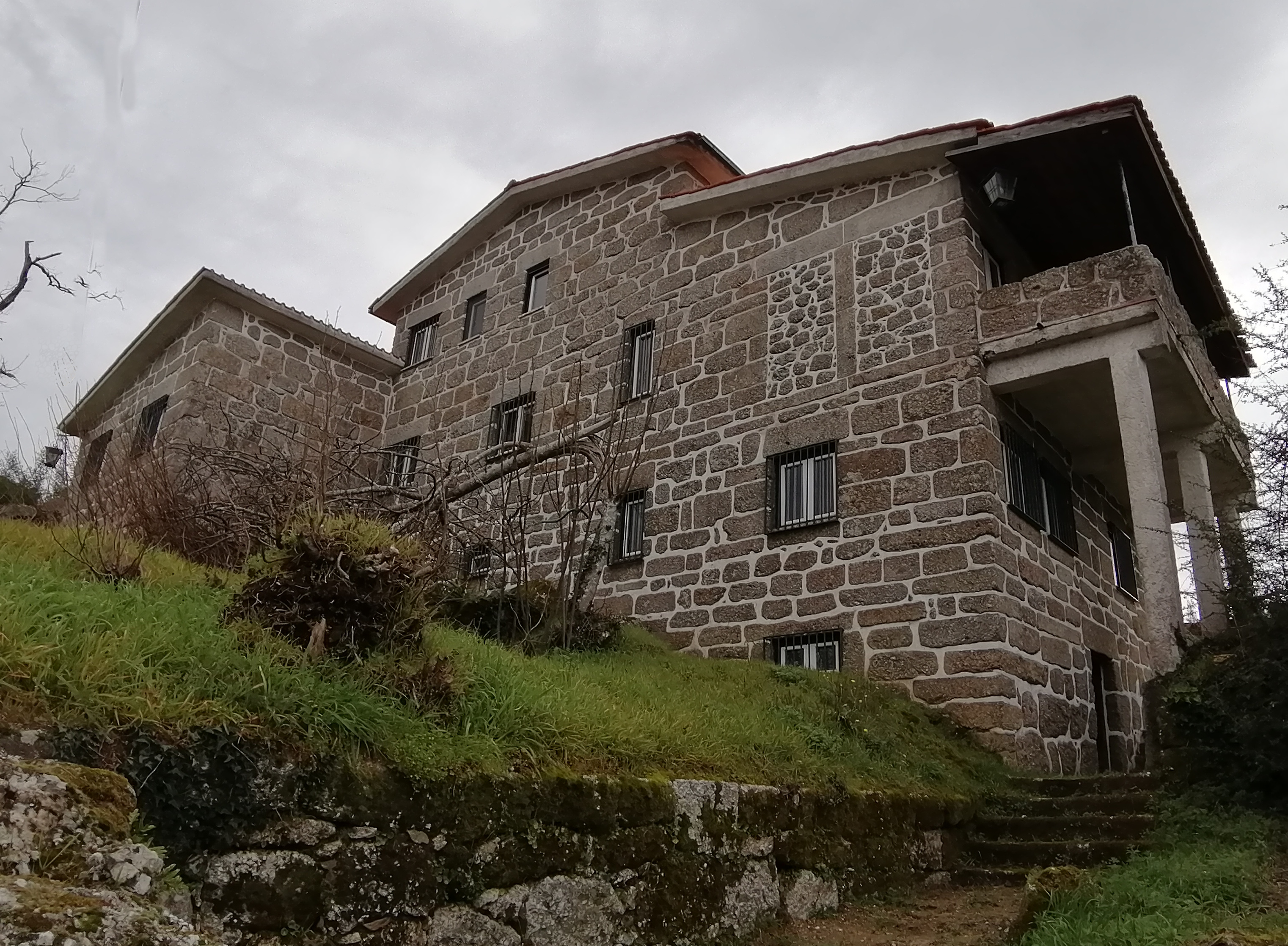
Solar dos Festas
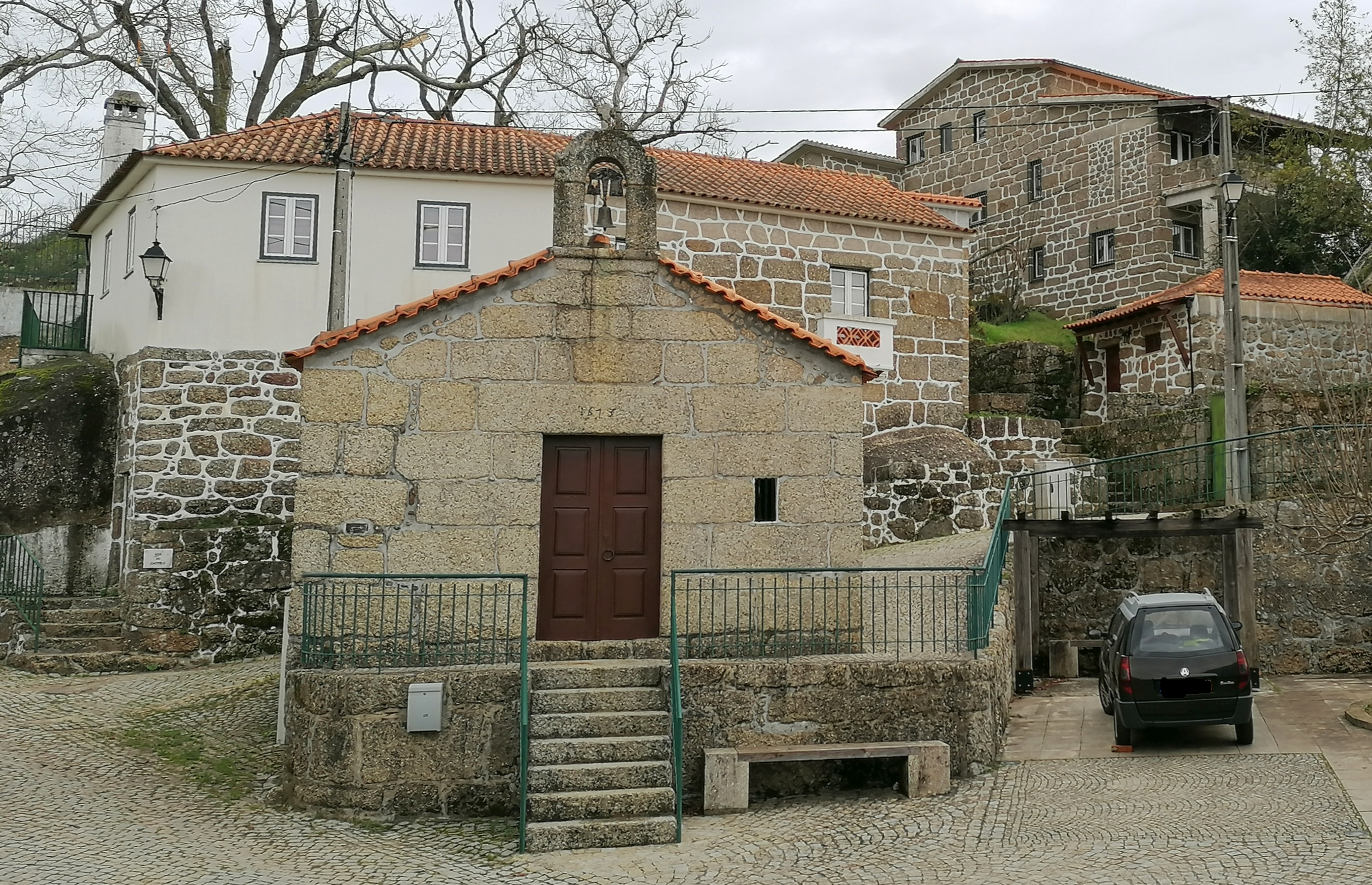
Capela Nossa Senhora da Conceição (1673)